# Quadient
Quadient, ex Neopost, è un'azienda specializzata in attrezzature logistiche e trattamento della posta. Nel corso degli anni, la sua attività si è evoluta da produttore di contatori postali e apparecchiature per la corrispondenza a un portafoglio più ampio, che ora comprende quattro aree principali di attività: gestione dell'esperienza del cliente; automazione dei processi aziendali; soluzioni relative alla posta; armadietti automatici per pacchi.
Quadient è quotata alla Borsa di Parigi.